# Diplomaragna yakovlevka
Diplomaragna yakovlevka är en mångfotingart som beskrevs av Shear 1990. Diplomaragna yakovlevka ingår i släktet Diplomaragna och familjen Diplomaragnidae. Inga underarter finns listade i Catalogue of Life.